# Döbra (Schwarzenbach am Wald)
Döbra ist ein Gemeindeteil der Stadt Schwarzenbach am Wald im Landkreis Hof (Oberfranken, Bayern). Der Ort liegt in der Gemarkung Döbra.

## Geografie
Das Pfarrdorf ist mit 699 m ü. NHN die höchstgelegene Ortschaft im Frankenwald. Sie liegt am Osthang des Döbrabergs (794 m ü. NHN), der höchsten Erhebung im Frankenwald. Am östlichen Dorfrand entspringt der Döbrabach, ein linker Zufluss der Selbitz. Die Staatsstraße 2194 führt über Kleindöbra nach Schwarzenbach am Wald (2,5 km westlich) bzw. nach Thron (1 km südlich). Die Staatsstraße 2158 führt nach Marlesreuth (3 km nordöstlich). Eine Gemeindeverbindungsstraße führt nach Rodeck (2,2 km südwestlich). Bei der St 2194 in Richtung Schwarzenbach gibt es einen ehemaligen Steinbruch, der als Geotop ausgezeichnet ist.

## Ortsname
Über Jahrhunderte hinweg wurde der Ort auch als Döbrey, Dobra, Tobra, Döbera und Dobera bezeichnet. Obwohl eine slawische Herkunft des Namens als unwahrscheinlich gilt, kann er vom slawischen Dabra als Bezeichnung für gutes Wasser gedeutet werden, insbesondere, weil der Döbrabach in früheren Zeiten zum Waschen der vor Ort geförderten Erze genutzt wurde. Zuerst wurde der angrenzende Bach als Döbra bezeichnet und erst später die Ortschaft danach benannt. Der angrenzende Berg hieß ursprünglich Chulm oder Culm und wurde im 17. Jahrhundert in Döbraberg umbenannt, um Verwechslungen mit dem gleichnamigen Berg im benachbarten Thüringen zu vermeiden.

## Geschichte
Der Ort wurde 1401 erstmals im Lehenbuch des Burggrafen Johann III. von Nürnberg erwähnt. Entstanden ist er aber wahrscheinlich bereits in der zweiten Hälfte des 14. Jahrhunderts im Zuge der Errichtung des Schlosses in Rodeck, dem Castrum Radekke. 1484 zählte der Ort bereits sieben Höfe, bis 1763 wurden diese in 14 Teilhöfe geteilt.
Zur Realgemeinde Döbra gehörten Schönwald und Thron. Gegen Ende des 18. Jahrhunderts bestand Döbra aus 35 Anwesen und einer Kirche. Die Hochgerichtsbarkeit sowie die Dorf- und Gemeindeherrschaft hatte das bambergische Centamt Enchenreuth. Grundherren waren die Gemeinde (3 Tropfhäuser), die Kirche (1 Schule, 1 Haus) und das bambergische Kastenamt Stadtsteinach (2 Höfe, 10 Halbhöfe, 1 Wirtshaus, 2 Viertelhöfe, 3 Sölden, 14 Tropfhäuser).
Von 1802 bis 1810 unterstand Döbra dem Justiz- und Kammeramt Naila. Nachdem im Jahr 1810 das Königreich Bayern das Fürstentum Bayreuth käuflich erworben hatte, wurde der Ort bayerisch. Infolge des Ersten Gemeindeedikts wurde 1812 der Steuerdistrikt Döbra gebildet. Zu diesem gehörten Haidengrün, Haueisen, Hohenzorn, Papiermühle, Pillmersreuth, Poppengrün, Rodeck, Schönwald und Thron. Zugleich entstand die Ruralgemeinde Döbra mit den Orten Hohenzorn, Pillmersreuth, Poppengrün, Rodeck, Schönwald und Thron. Sie war in Verwaltung und Gerichtsbarkeit dem Landgericht Naila zugeordnet und in der Finanzverwaltung dem Rentamt Lichtenberg (1919 in Finanzamt Lichtenberg umbenannt, seit 1955 Finanzamt Naila). Ab 1862 gehörte Döbra zum Bezirksamt Naila (1939 in Landkreis Naila umbenannt). Die Gerichtsbarkeit blieb beim Landgericht Naila (1879 in Amtsgericht Naila umgewandelt). 1964 hatte die Gemeinde eine Gebietsfläche von 8,016 km². Im Zuge der Gebietsreform in Bayern wurde diese am 1. Mai 1978  mit sämtlichen Gemeindeteilen nach Schwarzenbach am Wald eingemeindet.

### Baudenkmäler
- Kirchplatz 6: St. Bartholomäus, evangelisch-lutherische Pfarrkirche, von 1873 bis 1875 erbaut.[12] Sie beherbergt eine Steinmeyer-Orgel von 1894.[13]
- Schwarzenbacher Straße 8: Pfarrhaus[12]

### Bodendenkmäler
In der Gemarkung Döbra gibt es ein Bodendenkmal.

### Einwohnerentwicklung
Gemeinde Döbra
| Jahr      | 1819  | 1840   | 1852   | 1855   | 1861   | 1867   | 1871   | 1875   | 1880   | 1885   | 1890   | 1895   | 1900   | 1905   | 1910   | 1919   | 1925   | 1933   | 1939   | 1946   | 1950   | 1952   | 1961  | 1970   |
| Einwohner | 506   | 713    | 775    | 785    | 869    | 859    | 912    | 889    | 904    | 840    | 769    | 726    | 753    | 715    | 785    | 749    | 843    | 837    | 781    | 936    | 919    | 862    | 745   | 767    |
| Häuser    |       |        |        |        |        |        | 105    |        |        | 111    | 112    |        | 114    |        |        |        | 134    |        |        |        | 144    |        | 164   |        |
| Quelle    | [ 8 ] | [ 15 ] | [ 15 ] | [ 15 ] | [ 16 ] | [ 17 ] | [ 18 ] | [ 19 ] | [ 20 ] | [ 21 ] | [ 22 ] | [ 15 ] | [ 23 ] | [ 15 ] | [ 24 ] | [ 15 ] | [ 25 ] | [ 15 ] | [ 15 ] | [ 15 ] | [ 26 ] | [ 15 ] | [ 9 ] | [ 27 ] |

Ort Döbra
| Jahr      | 001819 | 001861 | 001871 | 001885 | 001900 | 001925 | 001950 | 001961 | 001970 | 001987 | 002020 |
| Einwohner | 240    | 476    | 534    | 489    | 458    | 526    | 562    | 482    | 554    | 493    | 389    |
| Häuser    |        |        |        | 64     | 66     | 79     | 91     | 112    |        | 166    |        |
| Quelle    | [ 8 ]  | [ 16 ] | [ 18 ] | [ 21 ] | [ 23 ] | [ 25 ] | [ 26 ] | [ 9 ]  | [ 27 ] | [ 28 ] | [ 1 ]  |

## Religion
Döbra ist seit der Reformation evangelisch-lutherisch geprägt und Sitz der Pfarrei St. Bartholomäus, die bis ins 18. Jahrhundert hinein eine Filiale von St. Bartholomäus (Schauenstein) war.

## Wirtschaft
Ursprünglich wurde gerodet und Erzabbau betrieben. In späteren Jahrhunderten waren die nicht in der Landwirtschaft Tätigen mit der Weberei beschäftigt. Im 20. Jahrhundert gewann die Textilindustrie an Bedeutung und erreichte in den späten 1980ern ihren Höhepunkt. Gegenwärtig gibt es noch einen großen Arbeitgeber im Maschinenbau, einige landwirtschaftliche Höfe und zahlreiche Pensionen. Viele Arbeitnehmer pendeln in die umgebenden Städte.

## Verkehrsanbindung
Von 1910 bis 1973 war Döbra über die Bahnstrecke Naila–Schwarzenbach an das deutsche Eisenbahnnetz angeschlossen. Die Strecke wurde 1994 stillgelegt und später abgebaut, abschnittsweise wurde auf der Trasse ein Radweg errichtet.

## Freizeit und Kultur
Döbra bietet im Sommer zahlreiche Wandermöglichkeiten rund um den in ca. zehn Minuten erreichbaren Döbraberg. Im Winter werden zahlreiche Langlaufloipen gespurt, in Döbrastöcken gibt es eine Skiabfahrt mit Schlepplift. Im benachbarten Schwarzenbach am Wald bieten sich ein Hallenbad, eine größere Skiabfahrt mit Schlepplift sowie diverse Sportvereine an.